# Caitlin Stasey
Caitlin Jean Stasey (sinh ngày 1/5/1990) là nữ diễn viên người Úc. Cô được biết đến qua vai Rachel Kinski trong Neighbours. Năm 2017, Stasey vào vai Ada trong phim truyền hình APB (đài Fox), phim đã bị ngừng sản xuất vào tháng 5 năm 2017 sau khi phát sóng mùa đầu tiên.

## Thời thơ ấu
Caitlin sinh ra tại Melbourne, Victoria. Cha mẹ cô là ông David và bà Sally Stasey, cô còn có một em gái tên Victoria.

## Đời tư
Stasey hiện đang sống tại Los Angeles, Mỹ. Cô đã kết hôn với nam diễn viên người Mỹ Lucas Neff.

## Danh sách phim

### Điện ảnh
| Năm  | Tên                          | Vai              | Ghi chú   |
| ---- | ---------------------------- | ---------------- | --------- |
| 2009 | Summer Camp                  | Christine        |           |
| 2010 | Tomorrow, When the War Began | Ellie Linton     |           |
| 2011 | J.A.W.                       | Eve              | Phim ngắn |
| 2013 | Evidence                     | Rachel           |           |
| 2013 | All Cheerleaders Die         | Maddy Killian    |           |
| 2014 | Lust for Love                | Trinity/Divinity |           |
| 2014 | Chu and Blossom              | Cherry Swade     |           |
| 2014 | I, Frankenstein              | Keziah           |           |
| 2015 | All I Need                   | Chloe            |           |
| 2016 | Fear, Inc.                   |                  |           |